# Ski de fond
« Cross country » redirige ici. Pour les autres significations, voir Cross country (homonymie).
Le ski de fond est un sport d'hiver populaire notamment en Europe, au Canada, en Russie et plus largement dans l'ensemble de l'Europe de l'Est ou l'Alaska, qui se pratique sur des domaines enneigés et damés. Il est l'une des cinq disciplines qui constituent le ski nordique. Les pratiquants de ce sport sont appelés « fondeurs ».
Sport olympique dès la mise en place des Jeux olympiques d'hiver en 1924, l'organisme chargé de la réglementation de la discipline et de ses épreuves est la Fédération internationale de ski (FIS) qui gère les différentes compétitions rythmant le calendrier en période hivernale : les championnats du monde (toutes les années impaires), la Coupe du monde (depuis 1982) et la coupe Marathon (depuis 1999 pour les courses longue distance en coopération avec la Worldloppet).
Les skis utilisés sont longs, étroits, ne possèdent pas de carres métalliques et sont fixés uniquement à l'avant de la chaussure. Deux techniques permettent d'évoluer avec des skis de fond : la technique traditionnelle, dite « classique » ou du « pas alternatif », qui consiste à avancer dans deux traces parallèles, et, depuis les années 1980, la technique du « pas de patineur » ou « skating », dont le style au niveau des jambes peut s'apparenter au patinage à roulettes ou sur glace, en utilisant des skis légèrement plus courts.
La surface de leur semelle est généralement :
- plate, lisse sur toute sa longueur pour le ski de skating -hormis une ou deux rainures centrales pour rendre le ski stable ;
- écaillée ou à peau ou avec une chambre à fart au centre, afin de permettre la propulsion et éviter la glisse arrière pour le ski de fond classique.

Le ski de fond est le sport nécessitant le plus fort VO2 max (puissance respiratoire), devant l'aviron et le cyclisme. Ce sport se pratique sur des pistes au sein de domaines nordiques dont l'accès est en général payant à des tarifs restant inférieurs à 10 €. En France, la redevance rapporte environ 10 millions d'euros pour 2 millions de journées skiées par an.

## Historique

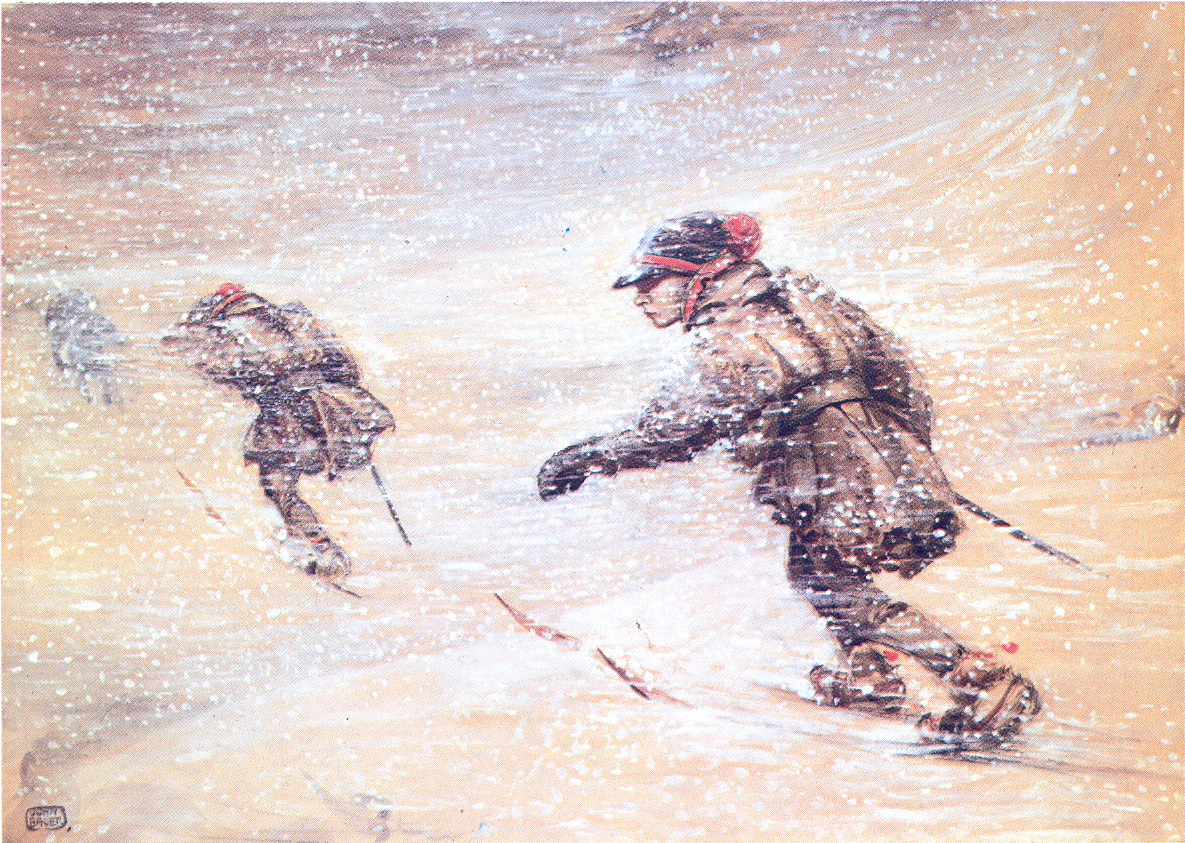
Soldats suédois avec des skis aux pieds.

Le ski de fond est originaire des pays scandinaves dans l'Antiquité (1 000 ans av. J.-C.) et serait né plus précisément à l'endroit où se situe la Norvège. Le ski de fond assure plusieurs fonctions essentielles pour l'homme au cours de son histoire mais il constitue avant tout un moyen rapide pour se déplacer et chasser. Ainsi, dans la mythologie norvégienne, la présence d'un dieu du ski Ull et d'une déesse du ski et de la chasse Skadi démontre la place prépondérante du ski. Il existe cependant une autre thèse sur la naissance du ski de fond : dans sa forme primitive, il ressemble fort au ski de randonnée nordique (SRN), originellement mode de déplacement utilitaire et qui se pratique en terrain naturel non aménagé, même sous sa forme actuelle, contrairement au ski de fond moderne qui nécessite des engins mécaniques pour entretenir les pistes. Certains spécialistes considèrent que le SRN est à l'origine de toutes les disciplines de ski actuelles et le ski de fond n'en serait qu'une déclinaison.
À partir du XIIe siècle, il est utilisé par les troupes d'infanterie chez les Vikings puis chez les Suédois. Enfin, il est aussi à l'origine de grandes découvertes dans des contrées jusque-là peu accessibles comme le Groenland. Au XIXe siècle, le ski est importé en Europe centrale par l'intermédiaire des étudiants norvégiens ainsi que sur le continent nord-américain par certains émigrants. Le ski connaît également un grand succès avec l'innovation apportée par Sondre Norheim et son télémark.
Son aspect pratique va céder la place à l'aspect sportif et ludique avec la mise en place de compétitions à partir de 1843 en Norvège puis 1877 en Suède et 1879 en Finlande. Le ski de fond devient alors l'un des sports les plus populaires des pays scandinaves. En 1924, deux ans après la création de la Vasaloppet, la Fédération internationale de ski est créée et le ski de fond est programmé aux premiers Jeux olympiques d'hiver en 1924 avec deux épreuves : celle du 18 km et du 50 km, réservée aux hommes. L'année suivante, sont organisés les championnats du monde de ski nordique avec la programmation du ski de fond. Cet évènement a lieu chaque année impaire. À cette époque, alors que le ski alpin fait son apparition, la FIS ne reconnaît que le ski de fond sous l'appellation de "Ski" et seule la technique du « pas alternatif » (classique) est identifiée.
Il faut attendre les années 1980 pour assister à une évolution majeure du ski de fond avec l'apparition de la technique du « pas de patineur » ou skating. Cette innovation accroît la vitesse sur les skis, particulièrement en fin de course quand le fart vient à manquer sous les skis. La FIS reconnaît cette technique et autorise sa pratique en compétition, les stations de sports d'hiver développent alors leurs infrastructures afin que chaque technique puisse être pratiquée. En 1982, la FIS crée la Coupe du monde sur le modèle de la Coupe du monde de ski alpin où divers formats de course (sprint, poursuite, individuel, relais) sont organisés tout au long de la saison hivernale et donnent lieu à un classement. Parallèlement, les courses longue distance (courses de masse) s'organisent pour mettre un calendrier où chaque épreuve puisse être reconnue (Worldloppet). À partir de 1999, la Worldloppet et la FIS décident de coopérer pour mettre en place la coupe Marathon.

## Techniques
Le ski de fond requiert différentes techniques de progression, de virage, de montée et de descente. En ski de fond, deux techniques permettent de se déplacer : le pas alternatif ou technique dite « classique », et le pas de patineur, également connu sous l'appellation  anglaise « skating », une technique utilisée depuis 1985.

### Technique classique (style classique)
La technique dite « classique » ou pas alternatif se pratique avec des skis traditionnels dont la partie centrale est fartée ou dotée de peaux synthétiques pour la retenue ou, à défaut, équipée d'écailles dans le cadre d'une utilisation loisirs (skis de location). Cette technique est aussi appelée pas alternatif (bien que le skating mette lui aussi en œuvre une technique avec poussée alternative droite et gauche). En style classique, il existe principalement trois sortes de mouvements :
- le pas alternatif qui constitue le pas principal. Il s'apparente très grossièrement à la marche : on prend son appui sur un pied afin de propulser le corps en avant, puis on passe à une phase de glisse sur le ski opposé. Les bras participent également puisque l'on prend appui sur le bras opposé au ski sur lequel se fait l'impulsion. Cette similitude avec la marche rend ce pas très accessible aux débutants qui le pratiquent naturellement. Néanmoins, plus le niveau augmente, plus ce pas se différencie de la marche. Il est généralement utilisé sur les parties montantes car il permet d'utiliser toute la force du corps (bras, torse et jambes). Son aspect saccadé nuit à la vitesse, et il ne peut être utilisé sur des parties descendantes ;
- la poussée simultanée ou « double poussée » qui consiste à pousser avec les deux bâtons simultanément en gardant les skis parallèles. Ce pas est le plus rapide car il ne comporte aucun temps d'arrêt. Il est néanmoins très fatigant car seule la force des bras, du torse et des abdominaux est utilisée. Au fil des années, ce pas est devenu la technique de base utilisée en compétition ;
- le pas de un ou Stawug ou « un pas / double poussée » qui consiste à utiliser une poussée simultanée alternativement à la propulsion avec un pied. Ce pas est intermédiaire entre les deux précédents car il associe la vitesse que l'on peut obtenir avec les bras à la puissance disponible avec les jambes. Ce pas est ainsi adapté aux terrains plats ou aux légères montées.

Officiellement, la technique classique interdit d'avoir un appui latéral qui génère une phase de glisse. Ainsi les prises d'appui doivent se faire dans le sens axial, sauf s'il n'y a pas de phase de glisse, comme dans une montée « en canard ou en ciseau ».

### Style libre: technique du pas de patineur, ou skating

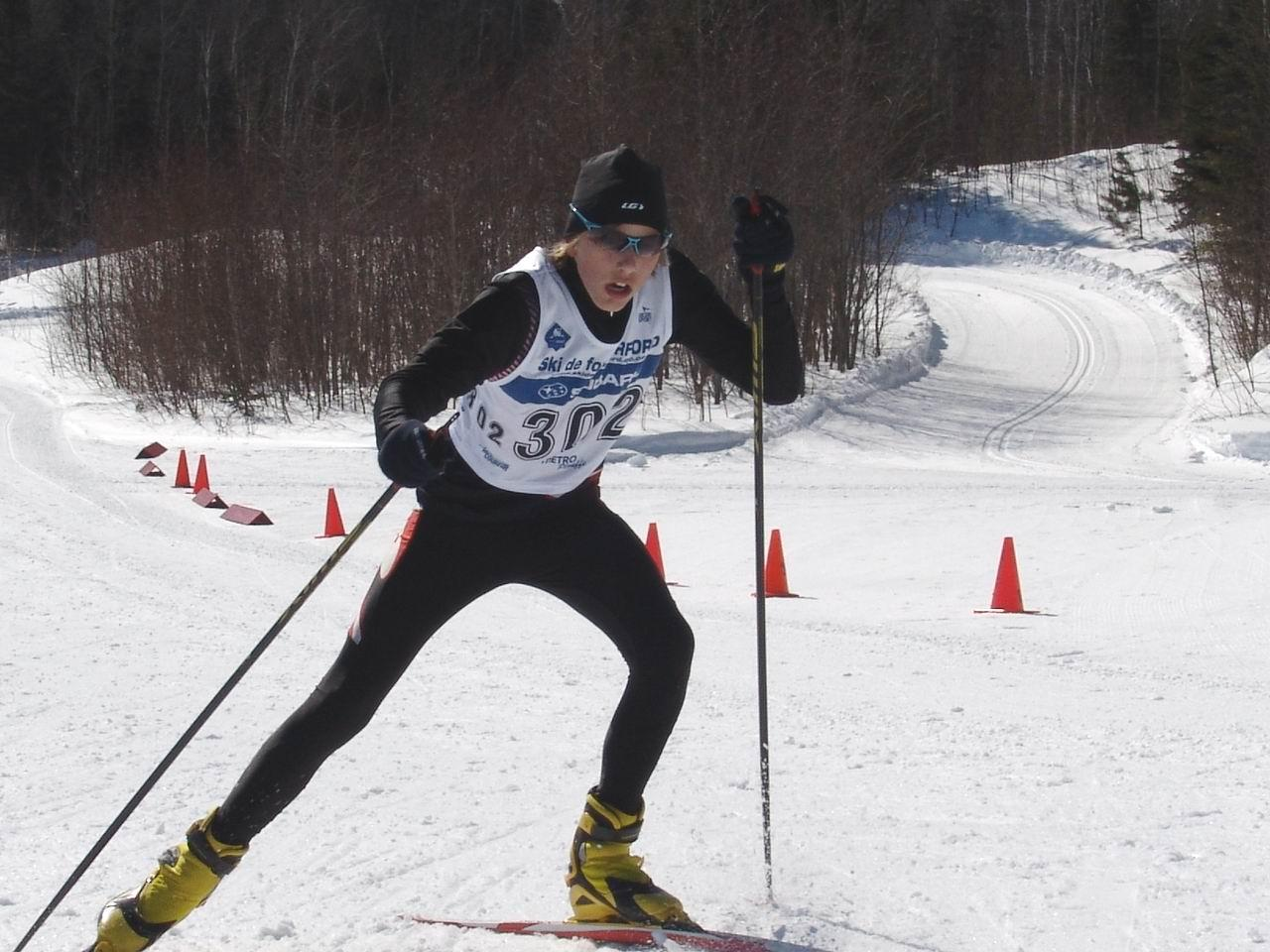
Pas de patineur

Le pas de patineur, plus couramment appelé par son nom anglais, skating, se pratique avec des skis lisses, sans fart de retenue, pour glisser le plus efficacement possible sur toute leur longueur. C'est la technique utilisée, notamment, en biathlon. Là encore, différents pas sont possibles :
- le pas « diagonal » dit « canard glissé » : c'est le pas le plus lent, utilisé exclusivement en montée. Il ressemble au pas de montée (ou montée en ciseau) en technique classique : un ski et le bras opposé sont utilisés en même temps, le bâton poussant ainsi dans le sens de poussée de la jambe opposée. Ce pas permet de monter à une vitesse faible, en utilisant peu de force, et est donc particulièrement utilisé par les débutants. En compétition, il arrive que ce pas soit utilisé au plus haut niveau, dans des montées extrêmement raides, comme l'étape finale du Tour de Ski.
- le pas « deux temps » : c'est le pas standard du skating qui se compose d'une poussée de bras pour deux poussées de jambe. La poussée de bras se produit généralement simultanément à la poussée sur l'un des deux pieds. Ce pas est particulièrement adapté aux montées si elles ne sont pas très raides. C'est la technique qui est enseignée aux débutants ;
- le pas « un temps » : c'est le pas pour le plat ou les faux plat montant ou descendant. Il est plus efficace pour obtenir des vitesses élevées que le « deux temps », car on donne une poussée de bâtons à chaque changement, ce qui permet d'avoir un temps de glisse plus long. De plus, la poussée de bâtons est généralement effectuée légèrement avant la poussée de jambe, ce qui convient bien mieux aux vitesses élevées. Ce pas est généralement utilisé sur le plat ou le plat-montant et à l'occasion  des sprints ;
- le pas « combiné » : ce pas est à utiliser comme le « un temps », mais en ayant une poussée de bras légèrement anticipée par rapport à la jambe, comme pour le pas deux temps. Il est en général utilisé dans le faux plat descendant ;
- le pas de patineur sans bâtons : lorsque la vitesse devient trop élevée pour utiliser les bras, mais qu'une impulsion est néanmoins nécessaire, seul un mouvement de patinage des jambes est utilisé, de façon semblable au roller. Ce pas est principalement utilisé lorsque la pente s'adoucit après une descente.
- Le pas tournant : mouvement qui permet de changer de direction par une succession de déplacements d'un ski ramené parallèlement à l'autre par transfert de poids. Il s'exécute sur le plat ou en descente parfois à vitesse élevée, avec ou sans l'aide des bâtons.

Le patineur peut occasionnellement, notamment dans des descentes, utiliser les rails du ski de fond classique pour reposer son organisme.
Le ski de fond, que ce soit en technique classique ou en skating, est le sport nécessitant la plus forte VO2max (puissance respiratoire) devant l'aviron et le cyclisme. En revanche, il implique des mouvements doux et ne traumatise pas les articulations.

## Matériel

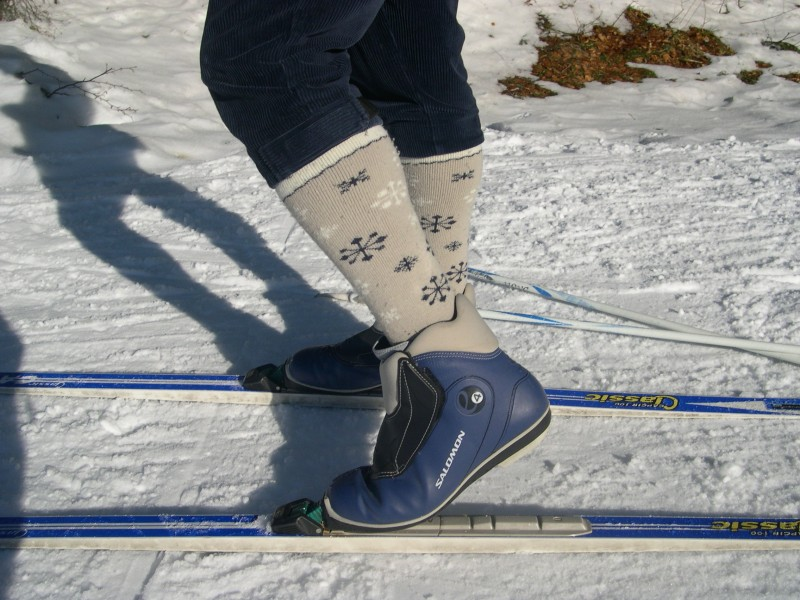
Chaussure et fixation de ski de fond (technique classique)

Les skis sont longs et étroits et uniquement fixés à l'avant de la  chaussure afin de laisser le talon libre. Les skis sont globalement identiques dans leur construction, qu'ils soient destinés à la technique classique ou du pas de patineur,. Le ski de fond classique possède néanmoins une spatule nettement plus relevée et courbée que celle du ski de skating. Les skis de skating sont plus courts.
En compétition de ski classique (Marcialonga, etc), les athlètes sont désormais autorisés à utiliser du matériel de skating sans fart de retenue. En revanche, la technique du skating reste interdite, sous peine de disqualification. Ce choix de matériel, pour une épreuve en style classique, oblige donc les coureurs à ne pratiquer que la double poussée pour évoluer puisqu’ils n’ont plus de fart de retenue sous leurs skis permettant de faire les autres pas du style classique.

### Skis pour la technique classique
Pour la technique classique, dite « pas alternatif », la surface de la semelle des skis nécessite la présence d'un système anti-recul afin de favoriser la poussée vers l'avant et d'éviter le glissement vers l'arrière. Trois systèmes sont possibles :
- le fart de glisse ou de retenue qui s'applique sur la partie centrale de la semelle du ski. Cette zone est appelée la chambre à fart. C'est le système le plus performant, destiné en premier lieu aux fondeurs recherchant une glisse optimisée ;
- les écailles, semblables à des écailles de poisson ou aux tuiles sur un toit. Les performances en termes de  glisse sont faibles. Ce matériel, qui ne nécessite pas d'entretien, s'adresse aux débutants, aux amateurs de promenades et aux magasins de location ;
- la peau de phoque en matière synthétique disposée en bandelettes dont les poils tournés vers l'arrière s'accrochent dans la neige et empêchent le recul du ski.

Le ski est généralement 10 à 15 % plus grand que le skieur.

### Skis pour la technique du pas de patineur
La semelle des skis de skating est lisse et ne nécessite pas la présence de système anti-recul.
Le ski est généralement 3 à 10 % (ou 5 à 10 cm) plus grand que le skieur. Le ski classique est en général 30 cm plus grand que le skieur. Par exemple un skieur de 170 cm prendra des skis de skate de 175 à 180 cm et des skis classiques de 200 cm.

### Points communs entre les skis destinés aux deux techniques
Les deux types de ski (classique et skating) doivent être recouverts d'un fart de glisse afin d'améliorer leurs performances. Le ski de skating est recouvert sur toute sa longueur, alors que la chambre à fart d'un ski de classique ne doit jamais être recouverte d'un fart de glisse. L'application régulière d'un fart de glisse contribue également à l'entretien de la semelle du ski.
Le choix d'un fart, et plus généralement le fartage aussi bien de glisse que de retenue, est une science complexe nécessitant beaucoup d'expérience afin de faire le bon choix en compétition, en fonction des conditions neigeuses et météorologiques. Ceci est d'autant plus important que l'impact du fart sur les performances d'un ski est énorme. Ainsi même en Coupe du monde, il arrive que des athlètes abandonnent ou perdent une course à la suite d'un mauvais choix ou pari sur le fart au départ.
En compétition, le choix du bon fart fait l'objet de nombreux essais sur le terrain avant la course proprement dite. Dans le sport de haut niveau, les compétiteurs possèdent plusieurs paires de ski avec des combinaisons de fartage différentes leur permettant ainsi de faire le meilleur choix adapté aux conditions avant le départ de la course.
En biathlon notamment, les grandes équipes internationales bénéficient de structures chargées spécialement du travail de fartage et de l'entretien des skis et qui les suivent tout au long de la saison de ski (Coupe du Monde, championnats du Monde, etc). Un camion-atelier destiné à l'entretien des skis suit l'équipe de France par la route et la rejoint à chaque étape de la coupe du Monde, par exemple.

### Chaussures
Les chaussures de ski de fond comportent, en plus du système de fixation, une semelle relativement rigide, qui comporte un rail permettant à la chaussure de rester alignée avec le ski.
Les chaussures pour la technique classique sont en général au format bottine, c'est-à-dire qu'elles vont jusqu'au-dessus de la cheville. Le maintien de la cheville y est moins important et ces chaussures sont montantes surtout pour éviter que la neige rentre dans la chaussure.
Les chaussures pour la technique du pas de patineur ont une semelle identique, mais souvent plus rigide, le pied n'ayant pas besoin de se « dérouler » dans la chaussure. Elles sont plus hautes, montant une dizaine de cm au-dessus de la cheville en intégrant une coque permettant le maintien latéral de la cheville.

### Bâtons
Les bâtons de ski de fond sont généralement réalisés en trois matériaux :
- aluminium : la rigidité et le poids sont médiocres, ils sont en revanche moins cassants, l'aluminium se déformant avant de casser, à l'inverse des fibres. Ce sont les moins chers ;
- fibre de verre : La rigidité et le poids sont bons, ils sont plus cassants que les bâtons en aluminium. Le prix est intermédiaire ;
- fibre de carbone : La rigidité et le poids sont excellents, mais ils sont particulièrement fragiles et sensibles aux chocs. Le prix est élevé.

Les fabricants diversifient leur gamme en réalisant des bâtons en fibre de verre mélangé à du carbone, le prix et les performances dépendant de la répartition en pourcentage de ces deux fibres.
La longueur des bâtons en style classique est de 30 cm de moins que le skieur et de 20 cm de moins pour le style skating. Un skieur de 170 cm prendra des bâtons de 140 cm en style classique et de 150 cm en skating.

## Règles de course
Les courses de ski de fond ne peuvent se dérouler à plus de 1 800 mètres d'altitude et les dénivellations ne peuvent être excessives. Le style de course, libre ou classique, doit être respecté : dans une épreuve en style classique, il n'est pas autorisé d'avoir des appuis latéraux, sauf lors des virages. En style libre, tous les mouvements sont autorisés.
Il n'est pas autorisé de se déchausser durant la course, et le changement de ski n'est autorisé que sur casse, sauf lors de certains formats d'épreuve (par ex. 50 km, ou course de skiathlon combinant successivement les styles classique et skating, avec changement volant de skis et bâtons à mi-épreuve)

## Compétitions

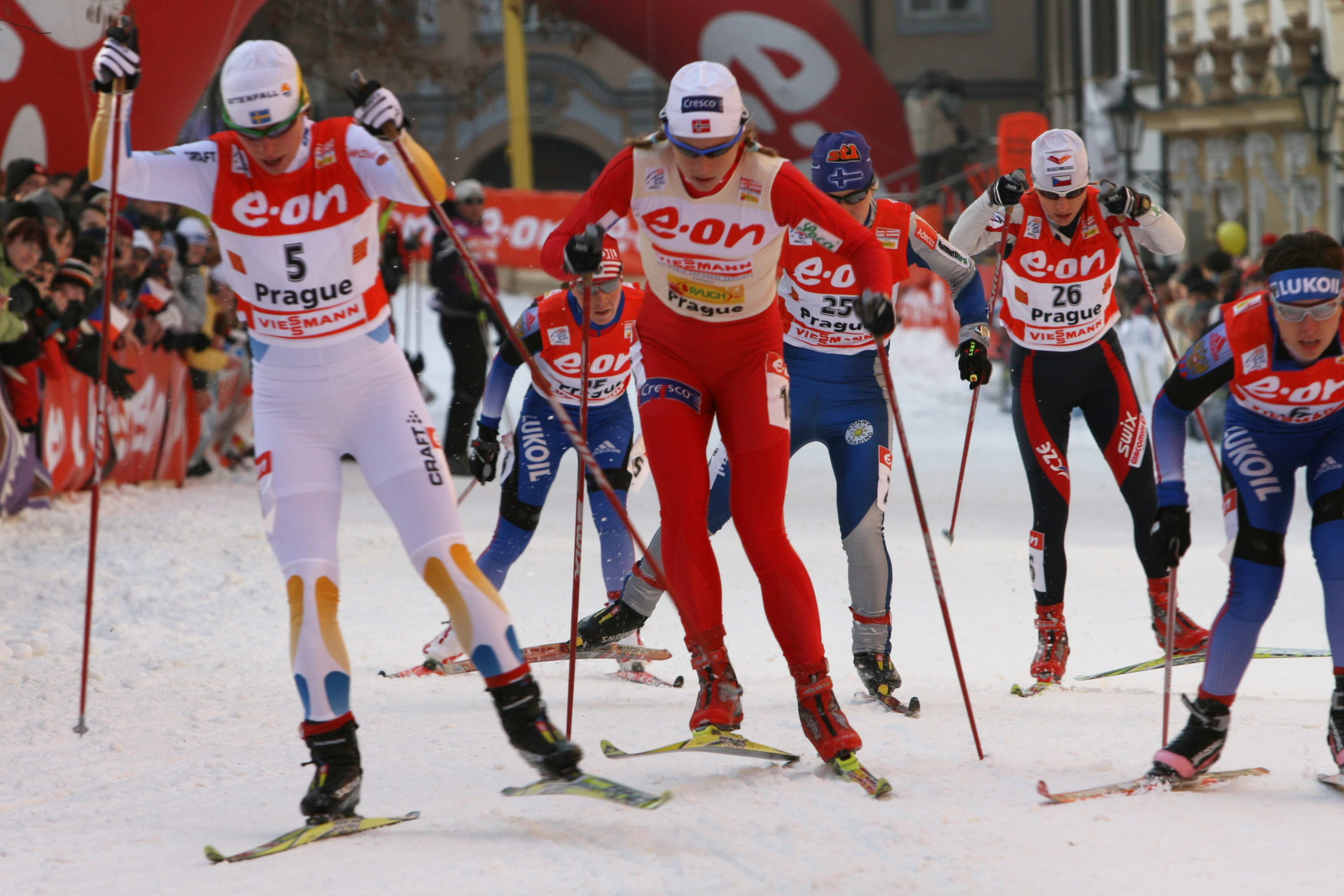
Épreuve du Tour de Ski 2008 à Prague.

La saison de ski de fond tourne autour d'évènements incontournables sur différents formats. Depuis 1924 et la création des Jeux olympiques d'hiver, le ski de fond y a toujours été programmé avec, lors des JO de 2006, douze épreuves distinctes. Il s'agit de l'évènement le plus important de cette discipline, qui a lieu tous les quatre ans. Dans les années non-olympiques, la FIS organise une fois tous les deux ans les championnats du monde de ski nordique où sont réunis le ski de fond, le saut à ski et le combiné nordique. Cet évènement a été créé en 1925 mais n'est organisé par la FIS qu'à partir de 1950. Enfin, sur le modèle de la Coupe du monde de ski alpin, la FIS organise depuis 1982 la Coupe du monde de ski de fond récompensant chaque année le meilleur fondeur et la meilleure fondeuse en fonction d'un classement établi sur l'addition de courses à travers le monde au cours de la saison hivernale selon les spécialités (sprint, poursuite, individuel).
La FIS s'est penchée sur le cas des courses de masse ou ski marathon et a décidé, en 1999, de se coordonner avec la Worldloppet. Cette dernière, créée dans les années 1970, met en lumière ces courses longue distance telles que la Vasaloppet (Suède), la Transjurassienne (France) ou la Birkebeinerrennet (Norvège) selon un calendrier. Ces courses de masse, réunissant des milliers de participants, se disputent sur des distances allant de 40 à 90 km. Ainsi, depuis 1999, la FIS et la Worldloppet se sont entendues pour mettre en place la coupe Marathon qui intègre certaines de ces courses.
Enfin, la dernière création de la FIS est le Tour de Ski en 2007. Reprise sur le modèle du Tour de France cycliste, cette compétition vise à rendre ce sport plus médiatique et des étapes sont organisées sur des sites différents entre fin décembre et début janvier. Certaines épreuves ont lieu en centre-ville comme Munich (en 2007) et Prague (en 2008), avec succès. Ce Tour de Ski a une importance capitale dans l'attribution de la Coupe du monde.

### Épreuves aux Jeux olympiques et aux Championnats du monde
| Épreuve       | Sexe   | Distance        |
| ------------- | ------ | --------------- |
| Individuelle  | Hommes | 15 km           |
| Individuelle  | Femmes | 10 km           |
| Mass Start    | Hommes | 50 km           |
| Mass Start    | Femmes | 30 km           |
| skiathlon     | Hommes | 15 km + 15 km   |
| skiathlon     | Femmes | 7,5 km + 7,5 km |
| Relais        | Hommes | 4 × 10 km       |
| Relais        | Femmes | 4 × 5 km        |
| Sprint        | Hommes | 1 - 1,8 km      |
| Sprint        | Femmes | 0,8 - 1,4 km    |
| Relais Sprint | Hommes | 1 - 1,8 km      |
| Relais Sprint | Femmes | 0,8 - 1,4 km    |

### Épreuves en Coupe du monde
| Épreuve      | Sexe   | Distance          |
| ------------ | ------ | ----------------- |
| Individuelle | Hommes | 10 km 15 km 30 km |
| Individuelle | Femmes | 5,10 km km 15 km  |
| skiathlon    | Hommes | 15 km + 15 km     |
| skiathlon    | Femmes | 7,5 km + 7,5 km   |
| Relais       | Hommes | 4 × 7,5 km        |
| Relais       | Femmes | 4 × 5 km          |
| Sprint       | Hommes | 1 - 1,8 km        |
| Sprint       | Femmes | 0,8 - 1,4 km      |

### Courses populaires de ski de fond sur longue distance
Le ski nordique regroupe fréquemment des centaines de pratiquants de tout niveau sur des compétitions de masse, où pratiquants du skating comme de l'alternatif se côtoient sur des parcours identiques, ou différenciés.
En France, on compte ainsi :
- la Transjurassienne, passant par Lamoura et la forêt du Massacre ;
- la Foulée blanche, qui a lieu à Autrans dans le massif du Vercors ;
- la Transpyrénéenne (dorénavant sur le plateau de Beille en Ariège) ;
- le Marathon de Bessans, qui a lieu à Bessans en Haute-Maurienne ;
- la Trace vosgienne ;
- la Sancy blanche, autour du Puy de Sancy ;
- la Savoyarde (Savoie Grand Revard) dans le massif des Bauges ;
- le Marathon des Glières, qui a lieu au Plateau des Glières dans le massif des Bornes ;
- la traversée du Massacre, dans la forêt éponyme ;
- l'Étoile des Saisies, qui a lieu aux Saisies ;
- la Traversée du Capcir[6] ;
- et de nombreuses autres courses{...}.

On désigne de plus en plus souvent par le terme d'origine suédoise de « loppet » ces grand-messes du ski nordique, « loppet » signifiant « course » en suédois.
L'Euroloppet désigne un cycle de compétitions réunissant tout au long de l'hiver certaines des plus prestigieuses courses de quinze pays d'Europe.
Parmi celles-ci, on peut citer :
- la Vasaloppet (Suède), la plus ancienne et la plus prestigieuse ;
- le Marathon de Bessans (France) ;
- la Transjurassienne (France) ;
- le Marathon de l'Engadine (Suisse) ;
- Marcialonga (Italie) ;
- Birkebeinerrennet (Norvège) ;
- Finlandia-Hiihto (Finlande) ;
- Tartu Maraton (Estonie) ;
- König Ludwig Lauf (Allemagne) ;
- Dolomitenlauf (Autriche) ;
- Jizerská padesátka (République tchèque).

Au Québec, se déroule notamment le Boréal Loppet.
La Worldloppet est une compétition qui réunit certaines des plus prestigieuses courses de quatorze pays tout au long de l'année. Parmi celles-ci, on peut mentionner :
- l'American Birkebeiner (États-Unis) ;
- la Gatineau Loppet (Canada) ;
- le Sapporo International Ski Marathon (Japon) ;
- la Kangaroo Hoppet (Australie, pendant l'hiver austral!).

## Stations de ski

### Stations de ski en France
Les stations de ski de fond sont au nombre de 180 environ en France, dans les massifs montagneux. La moitié environ des communes concernées proposent également une activité de ski alpin.
La distance cumulée des pistes damées (« offre pistes ») est inférieure à 10 000 km, un ordre de grandeur approximatif compte tenu du manque de fiabilité des méthodes de calcul. Cette offre de pistes se répartit entre les massifs, dans l'ordre : Alpes du nord (37 %), Jura (24 %), Massif Central (15 %), Alpes du sud (11 %), Pyrénées (8 %), Vosges (5 %).
Le nombre de jours d'ouverture des stations est très variable selon les massifs et les saisons. Quelques stations réalisent 120 jours de ski, tandis que le plus grand nombre n'offrent que quelques dizaines de jours sur la saison.

## Économie

### En France
La loi Montagne de 1985 a institué la possibilité de redevance pour l'utilisation d'un domaine skiable. Cette possibilité a été reprécisée et étendue par la loi du 14 avril 2006, qui a modifié le Code général des collectivités territoriales.
Le nombre de journées-skieurs est environ de deux millions par saison de ski sur les deux derniers hivers 2012-13 et 2013-14, après un minimum de 1,3 million pour l'hiver 2006-07. Ce nombre diminue régulièrement depuis les années 1980 où se situe le pic de l'activité. Au début des années 1990, il était encore supérieur à trois millions.
La fréquentation est la plus forte dans les Alpes du nord (environ la moitié des journées-skieurs), le Jura (20 %), et les Pyrénées (10 %).
Le produit des redevances s'élève à environ dix millions d'euros par saison sur les deux derniers hivers 2012-13 et 2013-14. Ce chiffre a peu varié depuis vingt ans (en euros courants), sauf au cours des hivers très peu enneigés (cinq millions d'euros en 2006-07).
Ce chiffre d'affaires est très mal distribué entre les domaines, au nombre d'environ 180 : les quatre plus importants génèrent 20-25 % du chiffre, et 75 % de ce chiffre est réalisé par environ 20-25 % des stations.

## Dans la fiction
- Good Luck Algeria, comédie franco-belge réalisée par Farid Bentoumi et sortie en 2016.

## Déclinaison

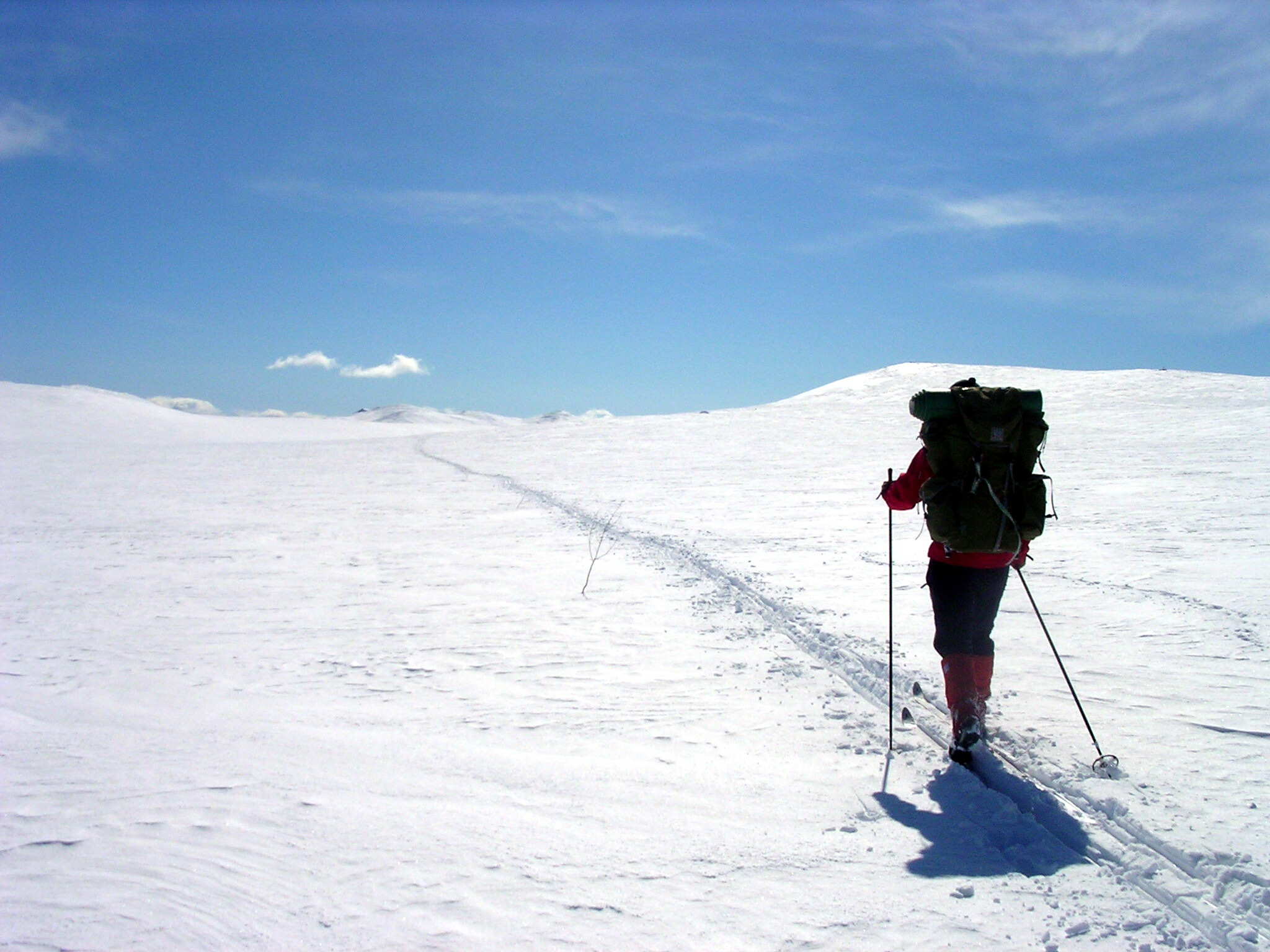
Ski de randonnée à Hardangervidda, près de Vegglifjell, en Norvège.

Le ski de fond se décline en une version « randonnée » pratiquée essentiellement par les Norvégiens.  Ce ski de fond de randonnée utilise  des skis, connus aussi sous l'appellation fjellskis, plus fins et plus longs que les skis de randonnée nordique (SRN) dont ils sont très proches. Ils sont particulièrement adaptés aux hauts plateaux norvégiens.
Il existe également un ski de fond d’été qui se pratique sur ski-roues. Un championnat de France de ski de fond d’été est organisé par la Fédération française de ski.